# Genaxinus
Genaxinus är ett släkte av musslor. Genaxinus ingår i familjen Thyasiridae.
Kladogram enligt Catalogue of Life:
| Genaxinus | \| \| Genaxinus cookianus \| \| \| \| \| \| Genaxinus otagoensis \| \| \| \| |
|           | \| \| Genaxinus cookianus \| \| \| \| \| \| Genaxinus otagoensis \| \| \| \| |
|           | Adontorhina                                                                  |
|           |                                                                              |
|           | Axinodon                                                                     |
|           |                                                                              |
|           | Axinopsida                                                                   |
|           |                                                                              |
|           | Axinulus                                                                     |
|           |                                                                              |
|           | Conchocele                                                                   |
|           |                                                                              |
|           | Leptaxinus                                                                   |
|           |                                                                              |
|           | Maorithyas                                                                   |
|           |                                                                              |
|           | Mendicula                                                                    |
|           |                                                                              |
|           | Parathyasira                                                                 |
|           |                                                                              |
|           | Thyasira                                                                     |
|           |                                                                              |
|           | Genaxinus cookianus                                                          |
|           |                                                                              |
|           | Genaxinus otagoensis                                                         |
|           |                                                                              |

|  | Genaxinus cookianus  |
|  |                      |
|  | Genaxinus otagoensis |
|  |                      |